# Gruczoły przyuszne

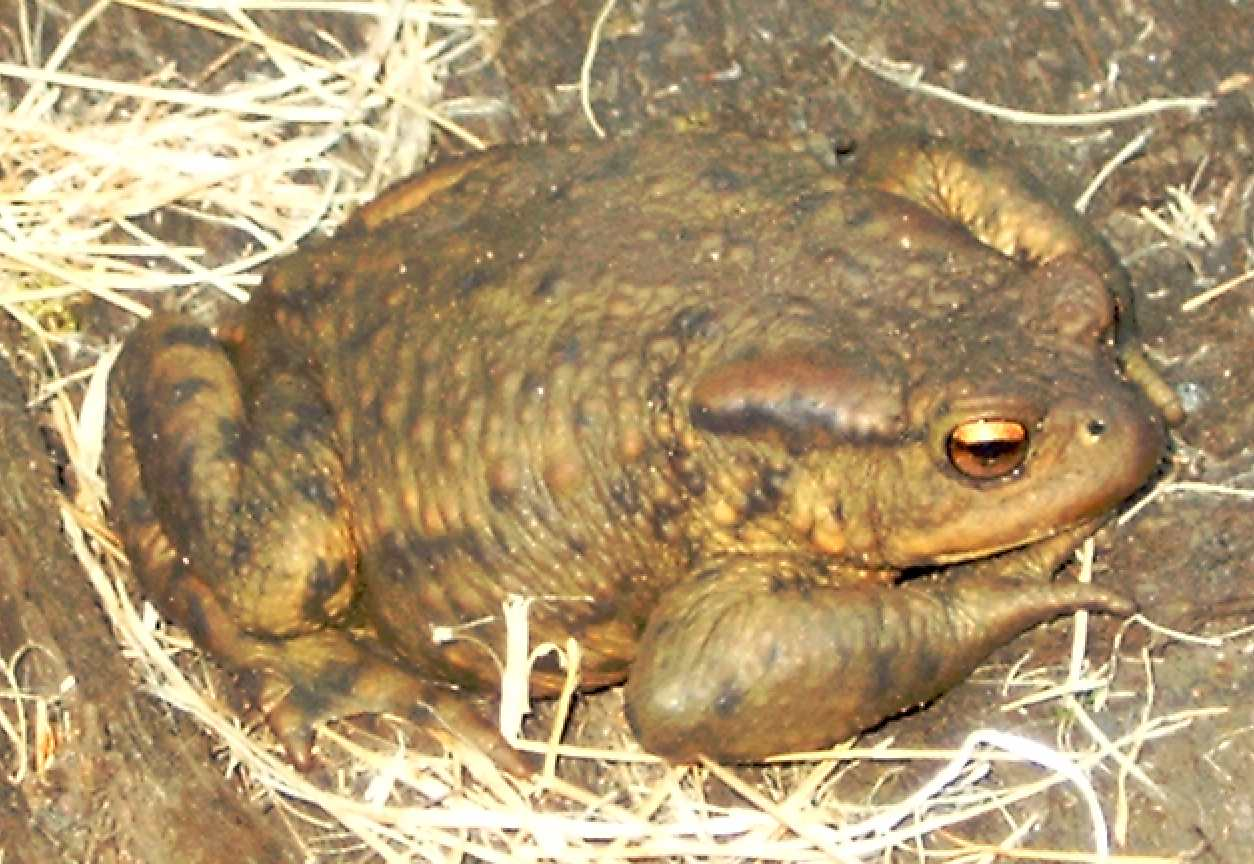
Ropucha szara z wyraźnie widocznymi gruczołami przyusznymi

Gruczoły przyuszne, parotydy – parzyste, duże zgrubienia, występujące na głowie niektórych gatunków płazów. Znajdują się w nich gruczoły jadowe. Parotydy są ważną cechą gatunkową przy oznaczaniu gatunku danego płaza. Gruczoły przyuszne mają np. ropuchy, salamandra plamista. Szczególnie duże, o nerkowatym kształcie parotydy ma ropucha. 
Jad zawarty w gruczołach przyusznych, podobnie, jak i w innych gruczołach na skórze płazów, jest ich bronią defensywną. Płazy te są bowiem powolne, ociężałe i nie mają szans ucieczki przed drapieżnikiem. Jad w gruczołach przyusznych i skórnych wydziela się dopiero przy ich uszkodzeniu, lub potarciu, a więc np. przy próbie pożarcia płaza przez drapieżnika. Piekący, ostry smak jadu zmusza go do porzucenia zaatakowanego płaza. Zaatakowane płazy często wychodzą z tego cało. Drapieżniki z czasem nabywają doświadczenia i nie atakują płazów chronionych przez gruczoły jadowe. 
Dla człowieka kontakt z płazami występującymi w Polsce nie jest niebezpieczny. Nie potrafią one bowiem wydzielić z gruczołów jadu, nawet gdy ulegną przestraszeniu. Dopiero uszkodzenie skóry, (u niektórych gatunków wystarczy silne potarcie), powoduje skurcz włókien mięśniowych wokół gruczołu i wydzielanie się jadu. W skład jadu ropuchy wchodzą dwie substancje: bufotalina i bufotenina.